# Пам'ятки монументального мистецтва Хмельницького
У місті Хмельницький за даними міської ради на обліку перебуває 8 пам'яток монументального мистецтва і 10 новоспоруджених об'єктів монументального мистецтва.

## Національного значення
| № п./п. | охоронний номер | Найменування                                     | адреса                | рік встановлення | автори                                                                                   | рішення                                                                       |
| ------- | --------------- | ------------------------------------------------ | --------------------- | ---------------- | ---------------------------------------------------------------------------------------- | ----------------------------------------------------------------------------- |
| 1.      | 2200003         | Пам'ятник Т. Г. Шевченку                         | вул. Проскурівська,40 | 1992             | Київський ХВО «Художник», скульптори І. С. Зноба, В. І. Зноба, архітектор В. М. Громихін | Міністерства культури і туризму України № 521/0116-09 від 13.07.2009 р.       |
| 2.      | 2200002         | Пам'ятник Б.Хмельницькому                        | вул. Гагаріна,7       | 1993             | Київський ХВО "Художник"скульптор В. Н. Борисенко, архітектор М. Л. Копил                | 521/0/16-09 від 13.07.2009                                                    |
| 3.      | 2200003         | Пам'ятний знак жертвам репресій «Ангел скорботи» | вул. Проскурівська,61 | 1998             | Київський ХВО «Художник», скульптори М. І. Мазур, Б. М. Мазур архітектор В. П. Козубенко | наказ Міністерства культури і туризму України № 521/0116-09 від 13.07.2009 р. |

## Місцевого значення
| № п./п. | охоронний номер | Найменування                 | адреса                            | рік встановлення | автори                                                           | рішення                                                                       |
| ------- | --------------- | ---------------------------- | --------------------------------- | ---------------- | ---------------------------------------------------------------- | ----------------------------------------------------------------------------- |
| 4.      | 36              | Пам'ятник О. С. Макаренко    | вул. Перемоги, 9                  | 1962             | Львівська КСФ                                                    | № 66від 11.03.1972                                                            |
| 5.      | 2083            | Пам'ятник В. М. Примакову    | вул. Перемоги, 9                  | 1982             | Хмельницькі ХВМ                                                  | № 34від 21.02.1990                                                            |
| 6.      | 23              | Пам'ятник Б.Хмельницькому    | вул. Проскурівська, 90            | 1955             | скульптор — М. К. Вронськийархітектори: А.Сидоренко,Щетичинський | наказ Міністерства культури і туризму України № 521/0116-09 від 13.07.2009 р. |
| 7.      | 37              | Пам'ятник М. О. Островському | вул. Проскурівського підпілля, 89 | 1964             | Хмельницькі ХВМ                                                  | № 66від 11.03.1972                                                            |

## Новоспоруджені об'єкти
| № п./п. | Найменування                                                            | адреса                    | рік встановлення     | автори                                                      |
| ------- | ----------------------------------------------------------------------- | ------------------------- | -------------------- | ----------------------------------------------------------- |
| 1.      | Пам'ятник Івану Франку                                                  | вул. Проскурівській, 66   | 27 серпня 2007 року  | скульптор Михайло Лисенко                                   |
| 2.      | Пам'ятник В'ячеславу Чорноволу                                          | вул. Соборна, 29          | 21 грудня 2007 року  | Богдан Мазур — скульптор, Лаба Андрій — архітектор          |
| 3.      | Пам'ятник міліціонерам, які загинули при виконанні службових обов'язків | Вул. Зарічанська, 9       | 2002                 | Скульптори — К.Корнєв, Р. Гасанов, архітектор — С.Козак     |
| 4.      | Пам'ятник подолянам полеглим в Афганістані та інших локальних війнах    | Вул. Театральна, 36       | 2002                 | скульптор — Б. М. Мазур, архітектор — В. М. Панасюк         |
| 5.      | Пам'ятник пожежникам — Героям Чорнобиля                                 | вул. Героїв Чорнобиля 1/1 | 2005                 |                                                             |
| 6.      | Пам'ятник Григорію Сковороді                                            | вул. Толбухіна, 2А        | 2 жовтня 2009 року   | скульптор — Корчовий В. І.                                  |
| 7.      | Меморіальна дошка на честь Героя Радянського Союзу В. З. Вайсера        | вул. Театральна, 36       | 1989                 |                                                             |
| 8.      | Меморіальна дошка на честь воїна — інтернаціоналіста В. С. Пилипчука    | вул. Володимирська, 51    |                      |                                                             |
| 9.      | Пам'ятник Героям Чорнобиля                                              | вул. Прибузька,1          | 26 квітня 2011 року  | скульптор — А. Гігаурі, архітектор-проектант — Сергій Козак |
| 10.     | Скульптурна композиція «Віра. Надія. Любов»                             | Майдан Незалежності       | 22 вересня 2011 року | Скульптори — Б. та М. Мазури                                |
|         |                                                                         |                           |                      |                                                             |

## Джерело
- Перелік пам'яток та об'єктів місцевого значення культурної спадщини міста Хмельницького, які знаходяться на обліку станом на 1.01.2012 року (додатки 1-6) [Архівовано 22 липня 2012 у Wayback Machine.], сайт Хмельницької міської ради.